# Triplax thompsoni
Triplax thompsoni är en skalbaggsart som beskrevs av Boyle 1962. Triplax thompsoni ingår i släktet Triplax och familjen trädsvampbaggar. Inga underarter finns listade i Catalogue of Life.